# Station Sevenoaks
Sevenoaks is een spoorwegstation van National Rail in Sevenoaks, Sevenoaks in Engeland. Het station is eigendom van Network Rail en wordt beheerd door Southeastern. Het station is geopend in 1868.

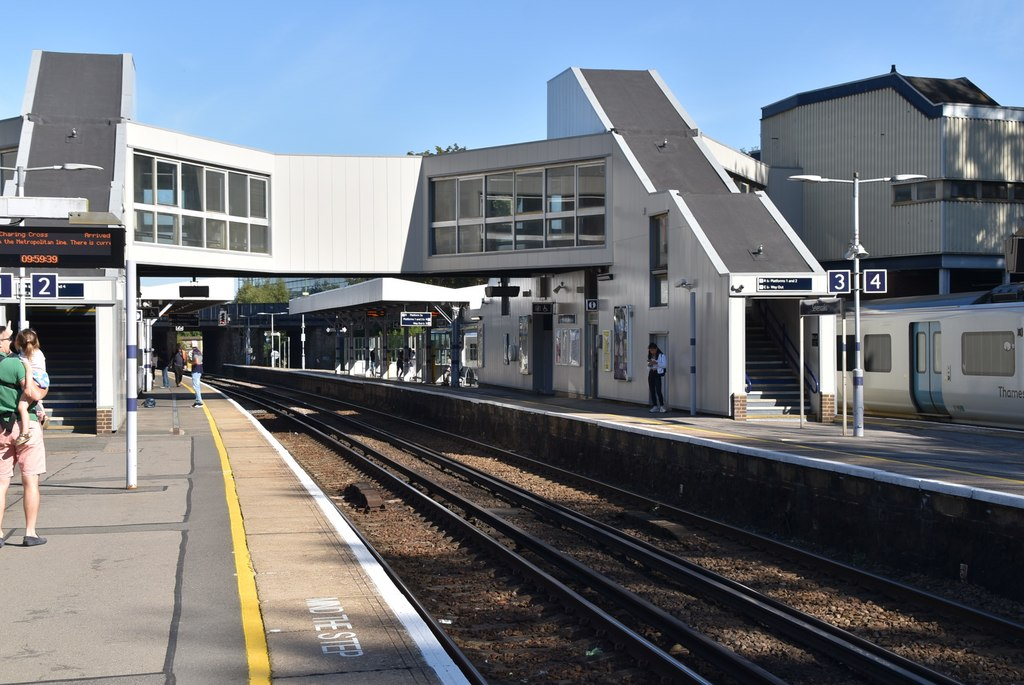
Loopbrug en perrons, 2019
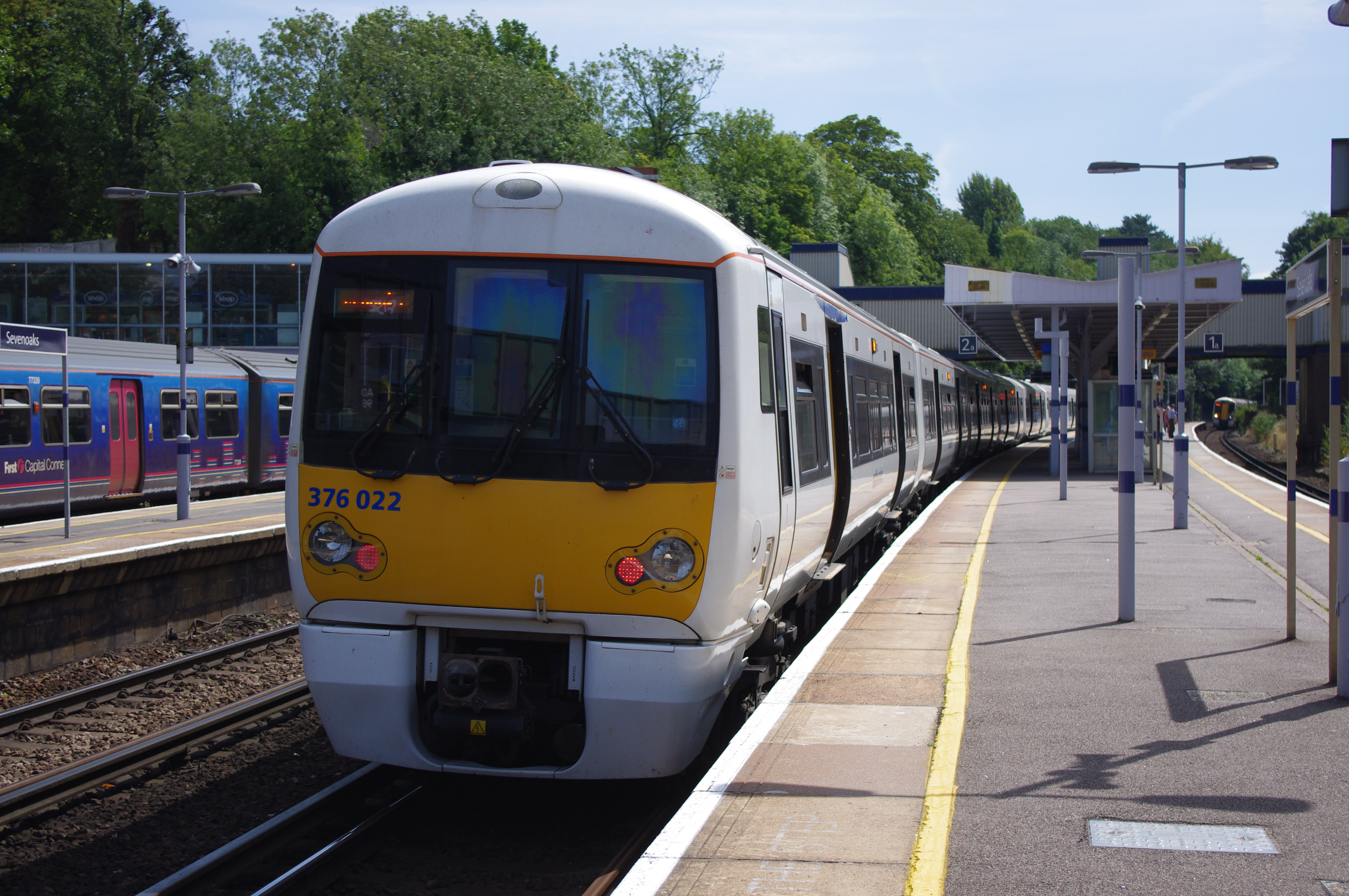
Treinstel class 376 naar station London Charing Cross, 2011